# Mappa dei sapori della lingua

Il mito della mappa dei sapori: 1 percepisce il sapore amaro, 2 l'aspro, 3 il salato e 4 il dolce.

La mappa della lingua o mappa del sapore è un luogo comune secondo cui le diverse sezioni della lingua sarebbero responsabili in modo esclusivo dei diversi gusti di base. Viene rappresentata con una mappa schematica della lingua, in cui alcune parti sono etichettate per ogni gusto. Sebbene insegnata in alcune scuole, questa idea è errata; tutte le sensazioni gustative provengono da tutte le regioni della lingua, anche se alcune parti sono più sensibili a determinati gusti.

## Storia
La teoria dietro questa mappa ha avuto origine da un libro scritto nel 1942 dallo psicologo di Harvard Edwin Boring, che includeva la traduzione di un articolo tedesco, Zur Psychophysik des Geschmackssinnes (La psicofisica del gusto), di Dirk P. Hänig, scritto nel 1901. Boring rielaborò i grafici dell'articolo originale, che intendevano mostrare le soglie di percezione del gusto nelle diverse parti della lingua. Le versioni normalizzate furono interpretate erroneamente da altri autori, i quali conclusero che non ci fosse alcuna sensazione nei punti in cui le curve mostravano un minimo e che vi fosse una sensazione massima nei punti in cui le curve mostravano un massimo. In realtà, la differenza tra i due era molto piccola. Questo portò all'idea sbagliata che ogni parte della lingua percepisse esclusivamente un gusto di base.
L'articolo mostrava differenze minime nei livelli di soglia di rilevamento del gusto attraverso la lingua, ma queste differenze furono successivamente estrapolate dal contesto e il lieve divario nella sensibilità alla soglia fu erroneamente interpretato nei libri di testo come una differenza nella percezione del gusto.
Sebbene alcune parti della lingua possano rilevare un gusto prima delle altre, tutte le parti sono ugualmente capaci di trasmettere la qualità di tutti i sapori. La soglia di sensibilità può variare in diversi punti della lingua, ma non l'intensità della sensazione.
Nel 1974, Virginia Collings ha indagato nuovamente l'argomento e ha confermato che tutti i gusti sono presenti in tutte le parti della lingua.
Negli Stati Uniti, fino alla fine degli anni Novanta, gli esperimenti sulla mappa della lingua erano uno strumento didattico nei corsi di biologia delle scuole superiori, mentre in Italia l'argomento è ancora parte della didattica. Agli studenti venivano fornite strisce di carta impregnate di diversi gusti, con l'indicazione di dove ogni sapore dolce/salato/ecc. sarebbe stato più evidente. Successivamente, veniva chiesto loro di applicare le strisce su diverse aree della lingua del proprio compagno di laboratorio e di registrare il risultato della sensazione.